# Faculté de philosophie de l'université de Saint-Pétersbourg
La faculté de philosophie de Saint-Pétersbourg est l'un des établissements universitaires les plus importants de Russie pour l'enseignement de la philosophie. Elle se trouve dans un des bâtiments historiques du quai de la Nouvelle-Bourse au bout de l'île Vassilievski de Saint-Pétersbourg. Son doyen est le professeur Sergueï Doudnik. Elle dépend de l'université d'État de Saint-Pétersbourg.

## Historique
Cette faculté est l'une des trois premières fondées sous le règne de Pierre le Grand placée sous l'égide de l'académie des sciences de Saint-Pétersbourg. Elle fait partie de la faculté de Droit, jusqu'en 1835, date où elle est partagée en deux départements, celui de la philologie et celui des mathématiques. Elle devient faculté d'histoire et de philosophie en 1850, mais elle est fermée dix ans plus tard à cause de manifestations d'esprit libéral à l'adresse des professeurs. Elle ne rouvre qu'en 1860. Nicolai Hartmann y a étudié au début du XXe siècle.
Elle est fermée par le nouveau régime des Soviets en 1922 et ses professeurs chassés, car la philosophie est partout remplacée par l'étude du matérialisme historique de Karl Marx et du marxisme-léninisme. Elle ouvre à nouveau en 1939, mais comme simple département de la faculté d'histoire de Léningrad avec une seule chaire, celle du matérialisme historique et du matérialisme dialectique. Un an plus tard, elle retrouve son rang de faculté avec la chaire précédente, plus une chaire d'histoire de la philosophie et une chaire de pédagogie. On ajoute une chaire de psychologie en 1944, suivie d'une chaire de logique en 1947.
L'enseignement de la faculté est bouleversé avec l'effondrement de l'URSS.
Elle change de nom en 2006 pour devenir faculté de philosophie et de politologie. Ce dernier département s'en sépare en mars 2009 pour former la nouvelle faculté de politologie.

## Aujourd'hui
La faculté de philosophie dispose aujourd'hui de quatorze chaires:
- Chaire d'histoire de la philosophie (1939)
- Chaire d'histoire de la philosophie russe (1990)
- Chaire d'ontologie et de théorie de la connaissance (années 1950)
- Chaire de philosophie sociale et de philosophie de l'histoire (1969), anciennement chaire du matérialisme historique
- Chaire de philosophie de la science et des techniques (1991)
- Chaire d'anthropologie philosophique (1993)
- Chaire de logique (1947)
- Chaire d'esthétique et de philosophie de la culture (1960), anciennement chaire d'éthique et d'esthétique
- Chaire de culturologie (1997)
- Chaire de philosophie des religions (1999), succède à la chaire de l'histoire et de la théorie de l'athéisme (1983-1989), devenue chaire d'histoire et de philosophie des religions (1989-1999)
- Chaire de philosophie et de culturologie de l'orient (1998)
- Chaire de muséologie et de préservation du patrimoine
- Chaire d'éthique
- Chaire de conflictologie (1999)

### Chaire d'histoire de la philosophie
- Philosophie de la Grèce antique
- Problèmes fondamentaux du néoplatonisme
- Histoire de l'académie de Platon
- La sophistique antique
- La philosophie à l'époque de l'hellénisme
- La philosophie néogrecque
- Les problèmes de l'universel de la philosophie médiévale et de la philosophie européenne moderne
- Le problème de l'identité dans la métaphysique du XVIIe siècle
- La métaphysique des Lumières
- La métaphysique de Leibniz
- La science de la logique de Hegel
- La philosophie de Frédéric Nietzsche
- Les écoles marxistes des XIXe et XXe siècles
- Le principe transcendental dans la philosophie européenne classique
- Les problèmes actuels de la philosophie française contemporaine
- Les pratiques historico-philosophiques du post-modernisme

### Chaire de conflictologie
1°) programme de conflictologie politique:
- Problèmes méthodologiques de l'analyse des conflits mondiaux et pratique internationale dans leur prévention et leur résolution
- Conflits systémiques dans la société russe et leurs conditions de transformation
- Bases philosophiques de l'organisation du développement des processus sociaux contemporains
- Formation de la société civile et des mécanismes de résolution des conflits socio-politiques et ethniques dans la Russie contemporaine
- Formation de stratégies de tolérance dans le conflit politique
- Extrémisme politique et terrorisme: histoire et pratique contemporaine
- Conflit politique et sécurité dans la Russie contemporaine
- Politique d'un État moderne et mécanismes d'un gouvernement étatique par le conflit politique
- Guerres et conflits armés: histoire et modernité
- Technologies et techniques contemporaines de la médiation dans le conflit politique
- Politique mondiale et conflits internationaux

2°) Analyse et gestion par le conflit
3°) Technologies du règlement des conflits par le moyen des négociations

## Adresse
199034 Saint-Pétersbourg, ligne de Mendeleïev N°5, faculté de philosophie, fédération de Russie.

## Conférences
L'université organise régulièrement des conférences. Ainsi l'on peut citer - pour appréhender le niveau de réflexion - les conférences suivantes :
- Les 28-30 juin 2012: conférence internationale : la Réforme de Martin Luther à l'horizon de la philosophie et de la culture européenne ; interventions en cinq séminaires :
  - 1°) La mystique médiévale allemande de Maître Eckhart à Nicolas de Cues, interventions du professeur Pogonaïlo : De Maître Eckhart à Nicolas de Cues ; M. Khorkov : De Maître Eckhart à Nicolas de Cues ; professeur Arkan : La mystique médiévale, Maître Eckhart et le romantisme allemand ; T. Trouch de l'université de Kiev : l'enseignement mystique de Maître Eckhart et la philosophie allemande ; Dr Matthias Folle, de l'université de Berncastel-Cues : De Idiota de Nicolas de Cues, comme thème de la Réforme dans sa pensée et ses actions; D. Yavorski : Les mystiques médiévaux et la pensée utopiste
  - 2°) Origines et sources de la Réforme et du luthéranisme, interventions d'I. Fokine : Luther et le principe universel du christianisme ; P. Serkova de l'université de Duisbourg :  La Réforme de Martin Luther et la transformation de la philosophie allemande du Moyen Âge à l'époque moderne ; A. Tolstenko : Ni cœur, ni religion, l'idée fondatrice de Martin Luther ; L. Tsypina : John Wycliff, Jan Hus et les sources de la Réforme luthérienne ; professeur Batchinine : L'analyse luthérienne de la conscience humaniste, portrait d'un intellectuel du monde dans un intérieur théologique, Luther et Érasme; K. Bandourovski : La position de Luther dans la discussion de la liberté-servitude de la volonté ; professeur Nikonenko : Luther et Locke, sur la superstition ; E. Malychkine Le problème de la connaissance secondaire, de Molina à Leibniz
  - 3°) Les idées de Martin Luther à l'horizon de l'idéalisme classique allemand, interventions du professeur Evlampiev: Fichte et le christianisme; A. Patkul : Motifs luthériens dans le traité de Schelling "De l'existence de la liberté humaine" ; H. Sedestrom de l'université Humboldt de Berlin : La Critique de la Raison de Kant et la foi institutionnelle comme héritages de Martin Luther ; Karina Pape de l'université Humboldt de Berlin : Luther, Kant et les femmes ; N. Eremeïeva : Dieu comme "Deus absconditus" dans la théologie de Luther et Dieu comme chose en soi dans la philosophie de Kant
  - 4°) Le luthéranisme et la philosophie du XXe siècle, interventions du professeur Douchine : Martin Luther et l'idée de résistance. Chestov et Bonhoeffer ; intervention d'I. Zaïtsev : L'influence de la Réforme dans la pensée philosophico-religieuse. Le cas de Levinas ; intervention d'I. Kaufmann : Le protestantisme et l'esprit de la science néo-européenne, historiographie et construction de la question européenne
  - 5°) Luther et le luthéranisme dans la culture et la philosophie russes, interventions du Dr Iris Vikström de l'académie d'Abø: Tolstoï, Wittgenstein et la théologie libérale luthérienne ; Dr Stefan Reichelt de Leipzig: Le luthéranisme dans la culture russe : Johann Arndt
  - 6°) Le luthéranisme et le christianisme orthodoxe, interventions du professeur Hirvonen de l'université d'Helsinki : Martin Luther à propos des reliques; professeur Karimies de l'université d'Helsinki : L'utilisation par Luther de la métaphore de la lumière et des ténèbres dans sa conception de la foi
- 26-28 avril 2012 : XVe conférence internationale des jeunes orientalistes : 1°) Politique religieuse des pays orientaux dans une perspective historique 2°) Discours idéologique et publicitaire dans les cultures contemporaines des pays orientaux 3°) Politisation de la religion et sacralisation de la politique dans les pays orientaux 4°) Tradition et nouveauté dans la vie religieuse des pays orientaux 5°) Occidentalisation et traditionalisme dans les pays de l'orient contemporain 6°) Nouvelles formes et pratiques culturelles dans les pays orientaux contemporains 7°) Ethnisation de la politique et politisation de l'ethnique dans les pays orientaux 8°) Enseignement archéologique et anthropologique des cultures des pays orientaux 9°) Tradition et nouveauté dans les transmissions musicales des pays orientaux.
- 22-24 avril 2010: conférence internationale: principe de la "coincidentia oppositorum" de Nicolas de Cues à Nicolas Berdiaeff

## Enseignants de la faculté de philosophie
- Nadejda Golik
- Tatiana Goritcheva
- Roman Svetlov
- Boris Paryguine

## Source
- (ru) Cet article est partiellement ou en totalité issu de l’article de Wikipédia en russe intitulé « Философский факультет Санкт-Петербургского государственного университета » (voir la liste des auteurs).